# Per Lothar Lindtner
Per Lothar Lindtner, född 27 december 1947,  var ordförande för Norges kommunistiska parti mellan 1993 och 2001, mellan 1993 och 1998 tillsammans med Terje Krogh och Kjell Underlid, mellan 1998 och 2000 tillsammans med Underlid och enbart mellan 2000 och 2001. Han toppade partiets lista i Hordaland i parlamentsvalet 2001.
Lindtner är son till skådespelaren Lothar Lindtner och bror till skådespelaren Lasse Lindtner. Han är gift med Unni Hovden.